# Kaptensgropen

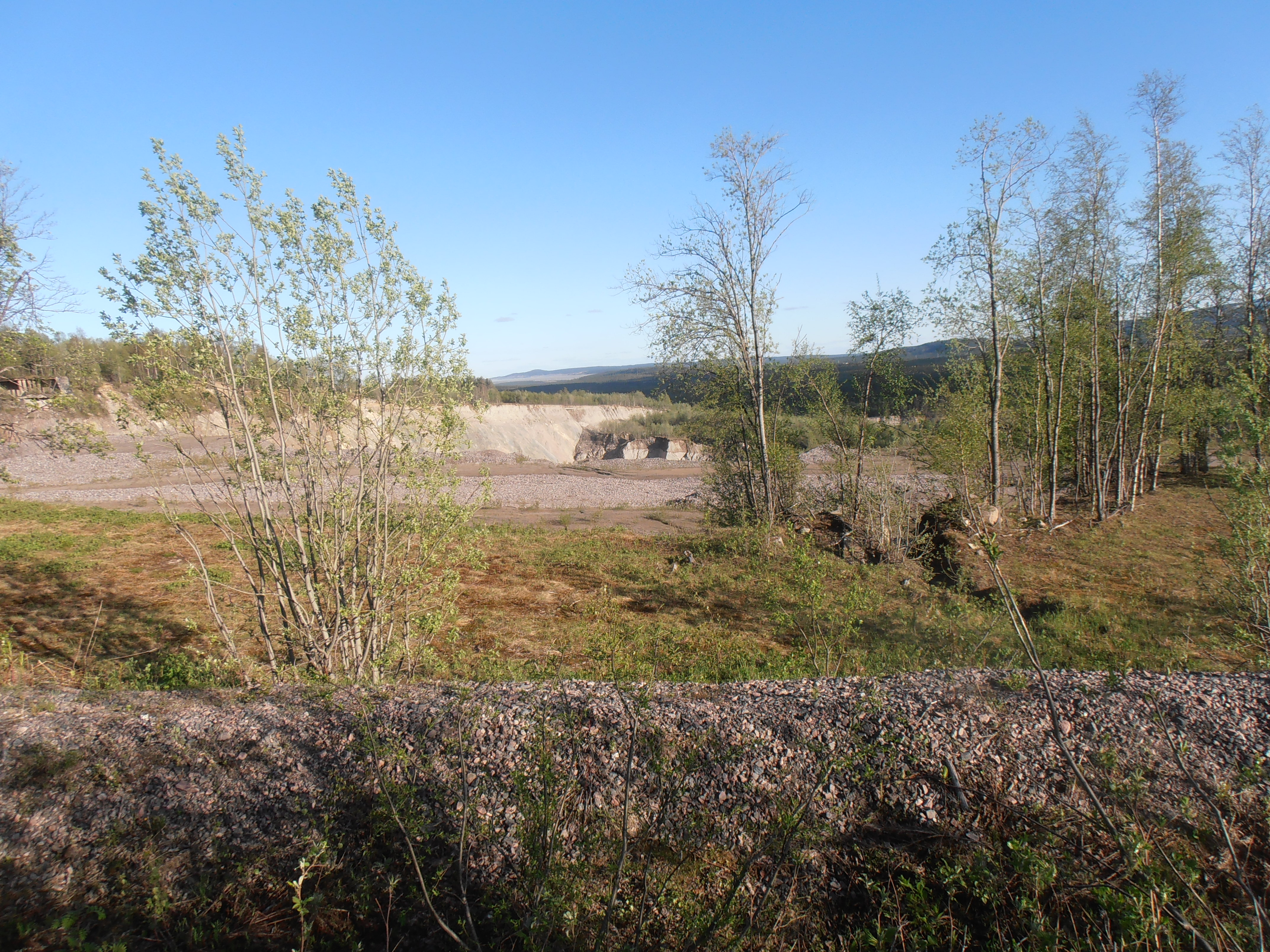
Kaptensgropen, juni 2020

Kaptensgropen, eller Gropen, är en instörtningsdolin efter underjordisk järnmalmsbrytning, delvis efter uppblockning av berg, vilken sedan 1971 delar Malmberget i en västlig och en östlig del.
Kaptensgropen uppkom genom att LKAB sprängde bort en del av den ovanliggande marken i samband med övergång från dagbrytning till underjordsbrytning av Kaptensmalmkroppen. Tanken var då att fylla igen gropen med sovringsgråberg och beskoga marken, ett arbete som påbörjades men senare avbrutits pga sättningar och rasrisk. Gropen var 2016 omkring en kilometer lång och som djupast 200 meter..
Fabianmalmkroppen, nära Kaptensmalmen, bröts ursprungligen från 1971 med slitsblockning och skivpallbrytning under jord under 1970- och 1980-talen. Detta ledde till att ett öppet rum bildades med 164 meters längd, 30–40 meters bredd och 120 meter i höjd. Takskivan mot markytan var omkring 250 meter tjock. Malmen har därefter från 1978 brutits med skivrasbrytning under det öppna rummet, vilket ackompanjerats av en successiv uppblockning och minskning av takskivans tjocklek. Rasutvecklingen i takskivan ovan Fabianmalmen har med varierande frekvens och med olika tekniker följts sedan 1987. 
Den 20 mars 2012 uppkom Fabiangropen med 150 meters i diameter Senare samma dag rasade det nya slukhålet samman med Kaptensgropen, när pelarväggen mellan de båda närliggande gruvorna gav vika.. Detta var ett sedan många år förutsett händelseförlopp, såsom en given följd av den använda brytningstekniken. Nya slukhål i dess omedelbara närhet fortsätter att uppkomma. Framtida malmbrytning kommer ytterligare att utsträcka gropen söderut i Elevhemsområdet, där bostadsfastigheterna redan rivits.
Kaptensgropen delar samhället i nord-sydlig riktning. Tidigare, pågående och planerad framtid brytning av de två malmådrorna – och av andra i Malmbergets underjordsgruva – under platser där människor brukade vistas, har lett till en förflyttning av huvuddelen av tätorten Malmberget. Denna flytt är i innevarande fas planerad att genomföras till 2025. Återuppbyggnad av bostäder och andra funktioner sker i huvudsak i Repisvaara och andra delar av tätorten Gällivare. Ett 30-tal kulturbyggnader i trä har också flyttats från Bolagsområdet till stadsdelen Solsidan i Koskullskulle.